# Virectaria procumbens
Espèce
Synonymes
- Virecta elatior DC.[1]
- Virecta procumbens Sm.[1]

Virectaria procumbens (Sm.) Bremek. est une espèce de plantes rampantes de la famille des Rubiaceae présentant des fleurs blanches poussant dans les herbes et dans les forêts. Cette plante peut atteindre jusqu'à 30 cm de haut. Elle fut décrite par James Edward Smith.